# Hüntwangen
Hüntwangen je obec v okrese Bülach v kantonu Curych ve Švýcarsku. Žije zde přibližně 1 000 obyvatel.

## Geografie
Obec Hüntwangen leží v nejsevernější části okresu Bülach na pravém břehu Rýna, zvané Rafzerfeld, na hranicích s Německem. Leží na trase mezi Curychem a Schaffhausenem. Sousedními obcemi jsou Hohentengen v Německu a Glattfelden (exkláva Neuhus), Eglisau, Wil a Wasterkingen ve Švýcarsku. Západně od obce probíhá hranice mezi Německem a Švýcarskem.

## Historie

Letecký pohled (1969)

První zmínka o obci pochází z roku 1254. V raném a vrcholném středověku patřil Hüntwangen k zemskému panství Klettgau, ve vrcholném středověku zde vládli baroni z Tengenu. Od 12. století patřily podhradí a nižší dvory kostnickému biskupství, které je propůjčovalo nižší šlechtě. V roce 1478 je získal baron Bernhard Gradner. Jako součást hrabství Eglisau připadl Hüntwangen v roce 1496 městu Curychu a do roku 1798 patřil k panství. Ve 14. století držela vrchnostenské právo hrabata von Habsburg-Laufenburg a od roku 1408 hrabata ze Sulzu, která je v roce 1651 prodala městu Curych. Hüntwangen spadal pod církevní jurisdikci farnosti Wil a kolem roku 1525 přestoupil na reformovanou víru. V raném novověku zde vzniklo vesnické družstvo (zakládací list pochází z roku 1587). V roce 1798 byl Hüntwangen přiřazen k okresu Bülach jako samostatná obec, v roce 1814 ke správnímu obvodu Embrach a v roce 1831 opět k okresu Bülach.

## Obyvatelstvo
| Rok            | 1640 | 1722 | 1836 | 1850 | 1900 | 1950 | 2000 | 2005 | 2010 | 2015 | 2020 | 2022 |
| Počet obyvatel | 175  | 456  | 588  | 639  | 538  | 523  | 784  | 904  | 946  | 1013 | 1066 | 1092 |

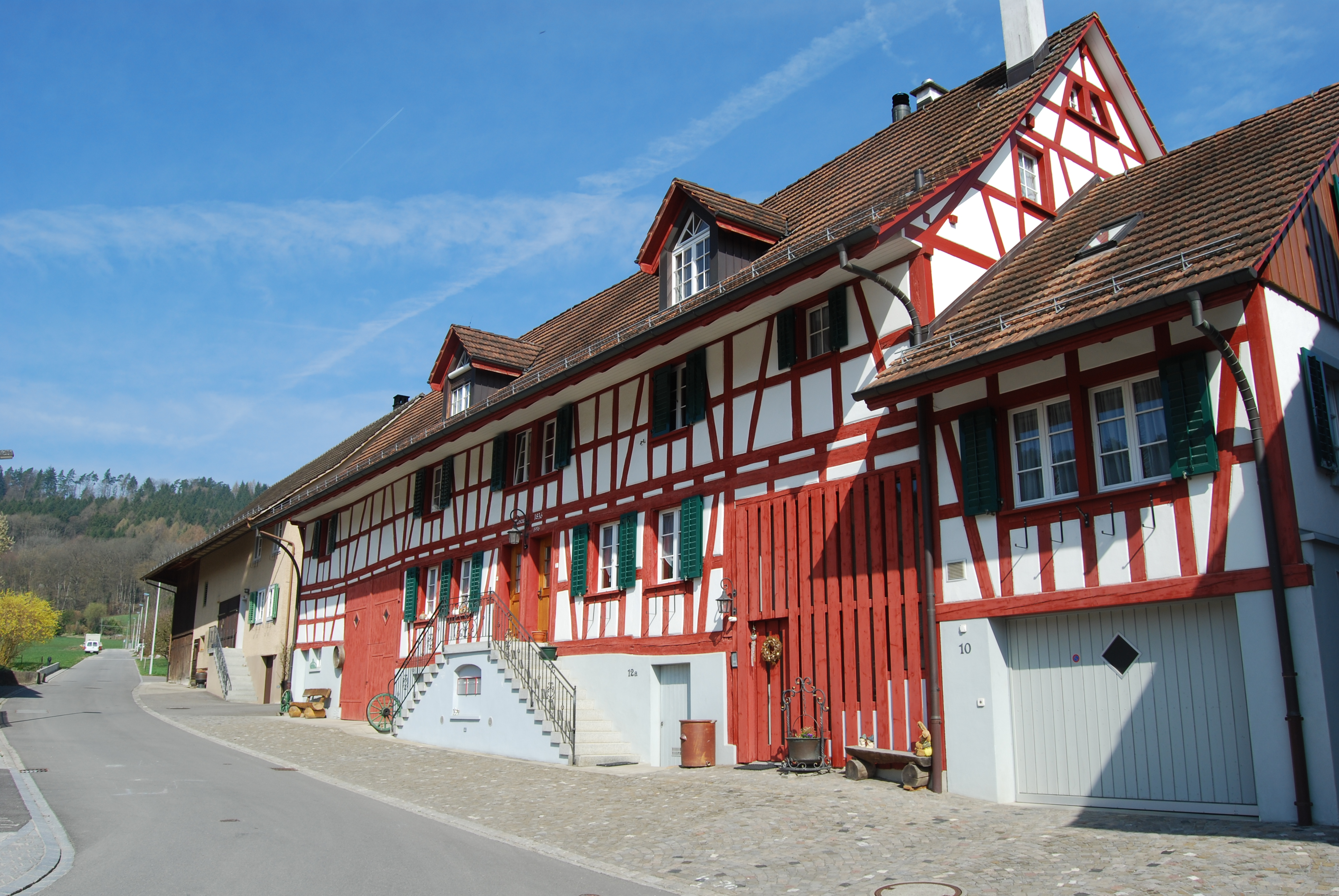
Centrum obce s tradiční architekturou

V roce 2022 se 36,4 % obyvatel hlásilo k evangelické reformované církvi, 16,4 % k římskokatolické církvi a 47,1 % k jinému vyznání nebo bez vyznání.

## Hospodářství
Před rokem 1798 zde bylo jen málo venkovských živností, převládalo zemědělství doplněné vinicemi. Od 17. do 19. století bylo rozšířeno domácí tkaní slámy. Jediným průmyslovým provozem byla továrna na výrobu slaměných a plstěných klobouků Ritz, která existovala v letech 1890–1956. Silnice Eglisau–Bühl (v Bádensku) postavená v letech 1836–1839, která u Hüntwangenu křížila starou zemskou silnici Schaffhausen–Baden, a napojení na severovýchodní železniční trať Eglisau–Schaffhausen v roce 1897 nevedly k industrializaci zemědělské obce (v roce 1920 bylo v primárním sektoru stále zaměstnáno 61 % pracovních sil). Roztříštěnost statků vedla k prvnímu scelování polností v letech 1929–1933. Od roku 1960 se v jižní části obce těží štěrkopísek, čímž se mění topografie obce. Po roce 1960 vedly rekonstrukce zemědělských usedlostí a výstavba rodinných domů k mírnému růstu a zvýšené dojížďce za prací.

## Doprava

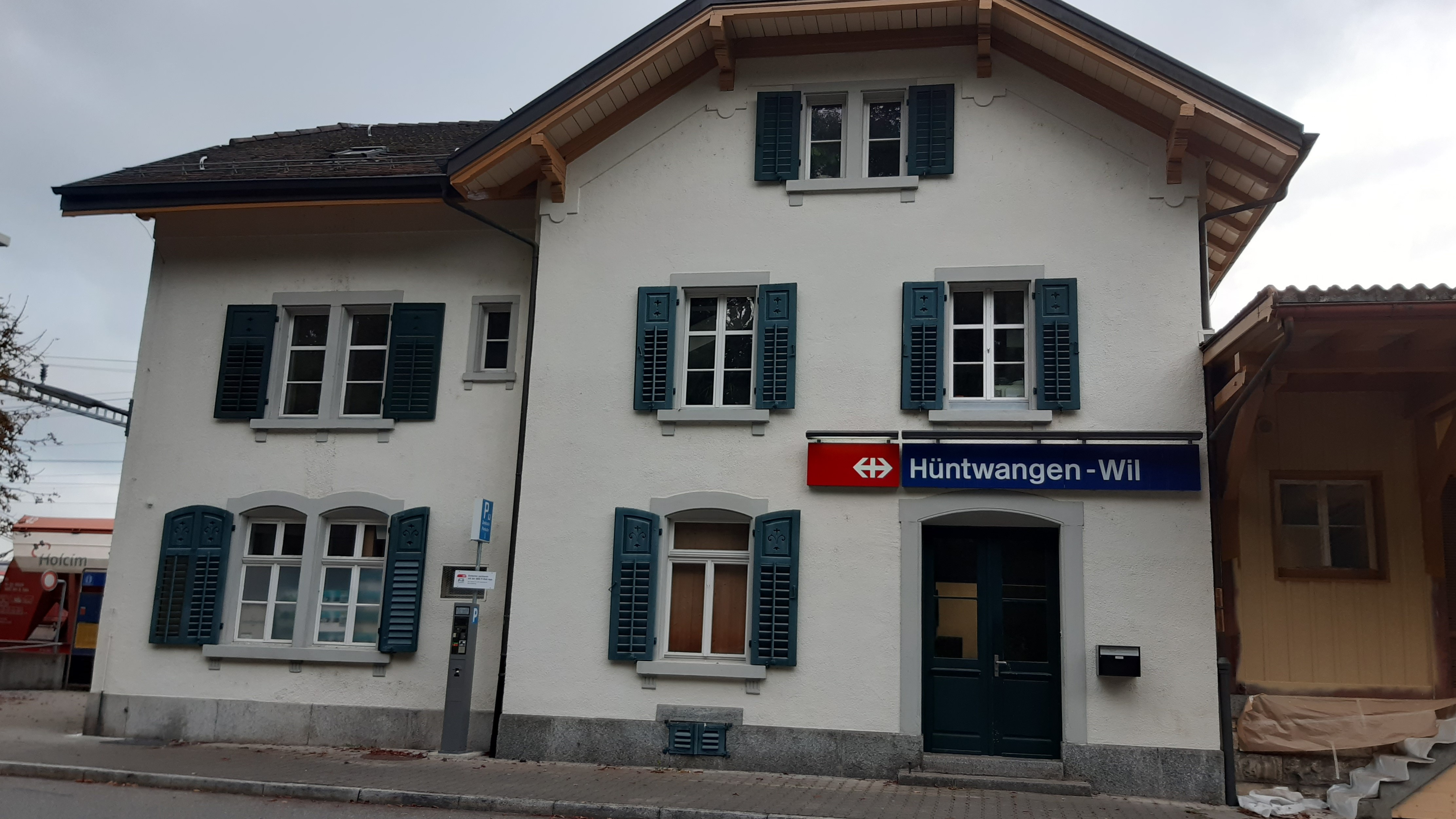
Železniční stanice Hüntwangen-Wil

Dva kilometry od obce prochází železniční trať Bülach–Schaffhausen, na které se nachází železniční stanice Hüntwangen-Wil a po které jezdí v pravidelném intervalu linky S-Bahn Curych, spojující obec jak s Curychem, tak Schaffhausenem. Spoje veřejné dopravy zajišťují autobusy Postauto.
Nejbližší dálnicí je A51 v asi 7 km vzdáleném Bülachu.